# Деверё, Уолтер, 1-й граф Эссекс
Уолтер Деверё (англ. Walter Devereux; 16 сентября 1539, Кармартен, Кармартеншир, Уэльс или Чартли, Стаффордшир, Королевство Англия — 22 сентября 1576, Дублин, Лейнстер, Королевство Ирландия) — английский аристократ, 2-й виконт Херефорд и 4/11 барон Феррерс из Чартли с 1558, 8-й барон Буршье с 1571, 1-й граф Эссекс с 1572 года. Руководил попыткой колонизировать Ольстер в 1573—1575 годах, потерпел неудачу. Отец Роберта Деверё, 2-го графа Эссекса, фаворита королевы Елизаветы I.

## Происхождение
Уолтер Деверё принадлежал к старинному дворянскому роду, представители которого владели землями в Херефордшире как минимум с XIII века. Одного из Деверё впервые вызвали в парламент как лорда в 1299 году. Позже эта семья распространила своё влияние на Кент и Беркшир, а начиная с 1384 года бароны Деверё постоянно заседали в палате лордов. Прапрадед Уолтера, носивший то же имя, благодаря браку получил земли и титул баронов Феррерс из Чартли, а дед, тоже Уолтер, стал 1-м виконтом Херефордом. По женским линиям Уолтер-младший был потомком угасшего рода Буршье (графов Эссекс), Стаффордов, Гастингсов и других семейств, принадлежавших к высшей аристократии Англии. Его прадедом был Томас Грей, 1-й маркиз Дорсет, единоутробный брат королевы Елизаветы Йоркской (жены Генриха VII). Соответственно Деверё находился в довольно близком родстве с Тюдорами.
Уолтер был старшим сыном сэра Ричарда Деверё и Доротеи Гастингс — дочери 1-го графа Хантингдона. В этой семье после него родились Элизабет, Джордж и Энн.

## Биография
Уолтер Деверё родился 16 сентября 1539 года. По одним источникам, местом его рождения был Кармартен в Уэльсе, по другим — родовое поместье Чартли в Стаффордшире. Его отец умер спустя шесть лет, так что Уолтера воспитывал дед. После смерти последнего в 1558 году 17-летний Деверё стал 2-м виконтом Херефордом и 11-м бароном Феррерсом из Чартли, обладателем обширных земель в ряде графств Англии и в Уэльсе. Получив хорошее домашнее образование, он прибыл к королевскому двору вскоре после восшествия на престол Елизаветы I. Приблизительно в 1561 году Уолтер женился на Летиции Ноллис — внучке Марии Болейн и, соответственно, двоюродной племяннице королевы; при этом ходили слухи о том, что мать Летиции, Кэтрин Ноллис (урождённая Кэри), была на самом деле внебрачной дочерью Генриха VIII, и в этом случае жена Деверё приходилась Елизавете I родной племянницей.
Семь лет после этого брака виконт Херефорд провёл в своём поместье Чартли в Стаффордшире. Только в 1568 году он начал принимать участие в политической жизни королевства. Елизавета приказала ему держать наготове конный отряд, чтобы бороться с возможными попытками освободить Марию Стюарт, которую держали тогда под надзором в замке Татбери. В 1569 году Деверё участвовал в подавлении Северного восстания (графы-католики Нортумберленд и Уэстморленд восстали тогда в защиту Марии, но были разбиты). В благодарность Елизавета сделала виконта лордом-лейтенантом Стаффордшира (1569), кавалером ордена Подвязки и графом Эссексом (1572).
В 1573 году у сэра Уолтера созрел план колонизации ирландского региона Кландебой — той части Ольстера, которую контролировали О’Нилы и шотландцы во главе с Сорли Боем Макдонеллом. Королева предоставила ему обширные манориальные полномочия, пост главнокомандующего и монополию на беспошлинную торговлю в этом регионе сроком на 12 лет, а также освобождение от налогов на 7 лет. Граф должен был оплатить половину расходов и привлечь к участию в проекте других английских аристократов, которые бы получили от него земельные наделы. Елизавета дала ему в долг 10 тысяч фунтов сроком на 3 года, взяв в качестве залога примерно треть английских владений.
Деверё столкнулся с серьёзными трудностями. Генри Сидни, боявшийся восстания ирландцев, добился сужения полномочий графа. Сэр Уолтер набрал всего 400 человек вместо 600, как планировал, а его флот во время переправы пострадал из-за шторма. Лорд-наместник Ирландии Уильям Фицуильям, увидевший в проекте графа угрозу для своей власти, начал распускать слухи, будто Эссекс действует как частное лицо, местные вожди объединились против колонистов и даже получили поддержку некоторых землевладельцев-англичан. Началась война, причём сэр Уолтер побеждал в отдельных крупных столкновениях, но ничего не мог противопоставить партизанской тактике врага. Его сторонники погибали в боях, умирали от болезней, возвращались в Англию и своими рассказами отбивали охоту у других. Королеве пришлось усилить поддержку: она назначила графа президентом Ольстера и взяла на своё содержание 700 его солдат, но для победы в войне этого было недостаточно, и ситуация в Ольстере продолжала ухудшаться.
В 1575 году сэр Уолтер получил от Елизаветы приказ «прекратить своё предприятие». Он дал почётный мир Турлоху Луйнеху О’Ниллу, королю Тир Эогайн, и устроил резню на острове Ратлин, после чего оставил Ольстер. Королева, чтобы компенсировать графу хотя бы часть затрат, предоставила ему пост графа-маршала Ирландии и баронию Фарни. Деверё планировал продать часть своих английских владений и основать в Фарни новую колонию, но в августе 1576 года в Дублине заболел дизентерией, а 22 сентября умер. Известно, что во время болезни он считал себя отравленным, и позже ходили слухи о яде, хотя врачи графа считали эту версию маловероятной.

## Семья
Уолтер Деверё был женат на Летиции Ноллис, дочери сэра Фрэнсиса Ноллиса, члена парламента при короле Генрихе VIII и шталмейстера принца Эдуарда, и Кэтрин Кэри, племянницы второй жены Генриха VIII Анны Болейн. Бабка Летиции Мария Болейн некоторое время была любовницей Генриха VIII, и это породило предположение, что Кэтрин Кэри — внебрачная дочь короля. Таким образом, Летиция могла быть по матери не только двоюродной, но и родной племянницей королевы Елизаветы I.
В браке сэра Уолтера и леди Летиции родились пять детей.
- Пенелопа (1563—1607), жена Роберта Рича, 3-го барона Рича. Этот брак был расторгнут из-за супружеской измены баронессы, которая потом вопреки церковному праву вышла за своего любовника Чарльза Блаунта, 8-го барона Маунтжоя.
- Дороти[англ.] (приблизительно 1564—1619), жена сэра Томаса Перрота[англ.] и Генри Перси, 9-го графа Нортумберленда[10].
- Роберт (1565—1601), 2-й граф Эссекс, фаворит королевы Елизаветы, поднявший мятеж и обезглавленный как изменник[11].
- Уолтер (1569—1591), погиб в Руане во время одного из сражений гугенотских войн[12][13][14].
- Фрэнсис (родился и умер в 1572).

Леди Летиция после смерти супруга вышла замуж во второй раз — за Роберта Дадли, графа Лестера.